# Fondation Terre solidaire
 (décembre 2022).
 (décembre 2022).
La Fondation Terre solidaire est une fondation française reconnue d'utilité publique, et fondation abritante ayant pour mission d’accélérer la transition écologique.
Créée en 2016 par l’association CCFD-Terre Solidaire, elle a pour mission d’agir, en particulier en France, contre la dégradation de l’environnement, pour construire une société plus juste et plus écologiquement responsable.
La Fondation Terre Solidaire accompagne et soutient financièrement des projets, des études ou des réseaux initiés par des dynamiques citoyennes. Ces projets peuvent être en France ou à l’international. Ils ont pour caractéristiques communes d’avoir un impact environnemental et social fort et d’être reproductibles dans d’autres territoires ou à d’autres échelles.
La Fondation Terre Solidaire bénéficie du Label IDEAS depuis 2018,. Elle fait partie du Centre français des fondations.

## Activités

### Soutiens à des projets
La Fondation Terre Solidaire soutient des projets de terrain, des recherches ou des actions de plaidoyer répartis en quatre grands axes thématiques : l’agriculture et l’alimentation durable, l’émergence de nouveaux modèles économiques, le développement d’énergies citoyennes solidaires et écologiquement responsables, et la promotion de nouvelles solutions pour la protection de l’environnement.
Les partenaires soutenus par la Fondation Terre Solidaire sont des organisations de la société civile (associations, plates-formes, réseaux, think-tanks, etc.) engagées dans une dynamique de transition écologique en France ou en Europe mais aussi en Afrique, Amérique Latine ou Asie. La fondation soutient des projets en faveur d’initiatives faisant la promotion d’une nouvelle façon de produire, de consommer et de vivre de manière plus durable et respectueuse de l’homme et son environnement.
De 2016 à 2021, la Fondation Terre Solidaire rapporte avoir soutenu 162 projets dont 86 en France pour un montant total de 3,2 millions d’euros.

### Exemples de projets soutenus

#### Axe agriculture et alimentation durable
- Les Petits Composteurs[5] est un projet de terrain de mise en place d’une filière de compostage de proximité dans le Cotentin destinée à l’agriculture biologique ;
- Le projet de recherche TYFA (Ten Years For Agroecology) qui explore la faisabilité et les conditions d’une généralisation de l’agroécologie afin de nourrir durablement 530 millions d’européens en 2050[6].

#### Axe émergence de nouveaux modèles économiques
- Fleurs d’Halage : Située sur l’Ile-Saint-Denis, l’association Halage assure l’insertion économique, sociale et culturelle de personnes en difficulté, tout en participant à l’amélioration du cadre environnemental des habitants des zones urbaines et péri-urbaines de manière durable[7]. Dans le cadre de ses activités est né le projet de transformer une partie de la friche industrielle de l'Ile-Saint-Denis en ferme florale . Pour y répondre l’idée de créer une filière horticole locale est née. La Fondation Terre Solidaire apporte son soutien à cette initiative depuis 2020[8].
- Dans la suite de la Convention Citoyenne pour le Climat (CCC), la Convention des Entreprises pour le Climat (CEC)[9] est un réseau de dirigeants d’entreprises qui vise à émettre des propositions destinées à être mises en œuvre dans les entreprises afin d’accélérer la transition écologique des entreprises. Une première édition s’est tenue de septembre 2021 à juillet 2022 et a rassemblé 150 dirigeants. A l’issue de ces rencontres, dix propositions ont été adoptées pour la transition écologique[10]. La Fondation Terre Solidaire soutient depuis 2022 la CEC[11].

#### Axe transition énergétique
- Les Centrales Villageoises fonctionnent en réseau au sein d’une association et partagent un modèle commun mis en œuvre dans plusieurs régions françaises[12]. Ces projets citoyens d’énergie renouvelable restent encore peu développés en France. La Fondation Terre Solidaire les accompagne avec l’ambition de pouvoir assurer la montée en puissance des collectifs[13].
- Cinq ans après son précédent exercice, l’association NégaWatt. a publié à l’automne 2021 un nouveau scénario de transition énergétique pour la France[14]. La Fondation Terre Solidaire soutient le projet de recherche NégaWatt dans sa démarche afin de promouvoir l’émergence de nouveaux modèles de société[15] et les travaux de NégaWatt[16].

#### La protection de l’environnement et de la biodiversité
- Association MerTerre est un projet de terrain qui vise à contribuer à la réduction de la pollution par les déchets sauvages en milieux aquatiques[17].
- La Fondation Terre Solidaire soutient depuis 2020[18] le projet de plaidoyer Notre Affaire à Tous, notamment au sujet des projets concernant la mise en lumière des inégalités environnementales.

### Organisation d’événements
La Fondation Terre Solidaire organise régulièrement des conférences ou des webinaires pour valoriser des initiatives engagées en faveur de la transition écologique. En particulier la rencontre #CQFD pour la planète (Ceux Qui Font Demain), qui a lieu chaque année en invitant des acteurs de terrain ou des experts venus d’horizons variés à venir témoigner de leur engagement en faveur de la lutte contre le changement climatique. Elle a notamment donné la parole à l’écrivaine Marie Desplechin en 2021 et à l’astrophysicien Aurélien Barrau en 2022.

### Prix de Thèse de la Fondation Terre Solidaire en faveur d’une transition écologique et solidaire
Lancé en 2020, le Prix de thèse en faveur d’une transition écologique et solidaire récompense des travaux de thèse contribuant à améliorer les réflexions, réalisations et solutions des acteurs concernés par la mise en œuvre d'une transition écologique juste et solidaire en France. Le jury du Prix de thèse est pluridisciplinaire et composé de chercheurs et d'acteurs. Les deux premières éditions ont été présidées par l'économiste Gaël Giraud.
Pour la 1re édition, trois lauréats ont été sélectionnés : Emmanuelle Bonneau pour sa thèse L’urbanisme paysager : une pédagogie de projet territorial ; Pierre Wokuri pour son travail de recherche sur les projets coopératifs d’énergie renouvelable au Danemark, en France et au Royaume-Uni ; Corentin Hecquet pour sa thèse en sociologie, Caractérisation de collectifs développant et diffusant des semences non conventionnelles et de leurs processus de revendication de reconnaissance.
Pour sa 2e édition en 2022, quatre lauréats ont été sélectionnés : Timothée Parrique pour sa thèse L'économie politique de la décroissance ; Marie Toussaint, Socio-Anthropologue (PhD), pour son travail L'épreuve du feu. Politiques de la nature, savoirs, feux de brousse et décolonisation en Nouvelle-Calédonie ; Léo Magnin, docteur en sociologie, pour sa thèse La haie requalifiée. Enquête sur un dispositif d'écologisation de la Politique agricole commune ; Gwen Christiansen, ingénieure agronome, pour sa thèse Valoriser la diversité des raisonnements des acteurs dans l'accompagnement d'une transition agroécologique.

### Prix «Ils changent le monde»
Créé en 2020, le Prix Fondation Terre Solidaire « Ils changent le monde » récompense des projets portés par des associations locales en France (métropole et Outre-mer) et qui agissent pour accélérer la transition écologique de leur territoire.
En 2020, les lauréats ont été En Vert et Avec Tous (Grenoble), Céléwatt dans le Lot, La vallée du Gapeau en transition dans le Var et Emmaüs Lespinassière dans l’Aude.
En 2021, les lauréats ont été le CIAP 49, l’Académie des Pluriels (Les Mureaux, Yvelines), la coopérative Électrons Solaires (Seine-Saint-Denis) et le Réseau pour les Alternatives Forestières (Auvergne-Rhône-Alpes).
L'édition 2022 a été orientée vers des acteurs qui inventent de nouveaux modèles économiques. Les lauréats de 2022 ont été : Les Robin.e.s des Bennes qui luttent contre les gaspillages et la précarité ; SEVE mobilier qui créé des meubles en bois recyclé et emploie des personnes en parcours d’insertion professionnelle ; Les Licoornes qui promeut une économie coopérative et l’Atelier des Recycleurs fous qui promeut le recyclage du plastique.

## Fondation abritante
En 2022, huit fondations sont abritées par la fondation Terre Solidaire.
- La Fondation PAM - Pour un Autre Monde créée par l’association IPAM ;
- La Fondation Amar y Servir créée par l’association CVX ;
- La Fondation familiale Pas Cap ?
- La Fondation ACTES[33] créée par la SIDI ;
- La Fondation familiale pour un Monde Nouveau ;
- La Fondation familiale Celsius ;
- La Fondation familiale Le Tilleul.
- La Fondation Résurgence des Communs créée par l’association Résurgences Communes.

Jusqu’en 2021, ces fondations avaient soutenu 183 projets (dont 125 en France) pour un montant de 1,9 million d'euros.

## Organisation interne
La Fondation Terre Solidaire est dirigée par un conseil d’administration composé de 12 membres :
- 4 représentants nommés par le CCFD-Terre Solidaire

- La Fondation Charles Léopold Mayer pour le progrès de l'Homme
- Le CERAS (Centre de recherche et d'action sociales)
- 6 personnalités qualifiées extérieures.

En 2021, l’équipe permanente de la fondation était composée de 4 personnes. La Présidente de la fondation était Lydie Bonnet-Semelin et le Directeur Général Philippe Mayol.

## Financements
Le budget annuel de la Fondation Terre Solidaire était de 2 millions d’euros en 2021. Ses financements proviennent essentiellement de dons de particuliers et des financements apportés par les fondations abritées. La fondation bénéficie de quelques financements d’entreprises (MGEN, les Petits yeux verts, etc), minoritaires dans le budget de la fondation. Un comité d’éthique valide chaque financement d’entreprises selon des critères sociaux et environnementaux.
En 2020, la Fondation Terre Solidaire a obtenu un financement de 650 000 € de l’Agence Française du Développement (AFD) pour un projet sur 3 ans de mobilisation des acteurs de la finance solidaire en Afrique pour lutter contre le changement climatique.